# Roger De Vlaeminck
Roger De Vlaeminck (ur. 24 sierpnia 1947 w Eeklo) – belgijski kolarz szosowy. W latach 70. XX wieku był jednym z najlepszych „łowców klasyków” w świecie kolarskim.
De Vlaeminck jest jednym z trzech kolarzy, którym udało się wygrać w swojej karierze wszystkie 5 „monumentów kolarstwa”, czyli najbardziej prestiżowe wyścigi klasyczne (oprócz niego dokonali tego Rik van Looy i Eddy Merckx). Do 2012 roku niepobitym rekordem było jego czterokrotne zwycięstwo w Paryż-Roubaix, gdzie wygrywał w latach 1972, 1974, 1975, 1977. Ustanowił też rekord, wygrywając sześć razy z rzędu Tirreno-Adriático.
Uczestnik igrzysk olimpijskich w Meksyku w 1968 roku. W swym jedynym występie olimpijskim zajął 18. miejsce w wyścigu ze startu wspólnego.
Jego starszy brat, Eric, również był kolarzem.

## Najważniejsze sukcesy
- 1968
  -  mistrzostwo świata w kolarstwie przełajowym amatorów
- 1969
  - 1. miejsce w Omloop Het Nieuwsblad
  - 1. miejsce w Halle–Ingooigem
  -  Mistrzostwo Belgii w kolarstwie szosowym – wyścig ze startu wspólnego
  - 2. miejsce w mistrzostwach świata w kolarstwie przełajowym amatorów
- 1970
  - 1. miejsce w Liège-Bastogne-Liège
  - 1. miejsce na 6. etapie Tour de France
  - 1. miejsce w Kuurne-Bruksela-Kuurne
  - 1. miejsce w Scheldeprijs
- 1971
  - 1. miejsce w La Flèche Wallonne
  - 1. miejsce w wyścigu Quatre jours de Dunkerque
  - 1. miejsce w Kuurne-Bruksela-Kuurne
  - 1. miejsce w E3 Harelbeke
- 1972
  - 1. miejsce w Paryż-Roubaix
  - 1. miejsce na 6., 15., 18., i 19a etapie Giro d’Italia
  - 1. miejsce w klasyfikacji punktowej Giro d’Italia
  - 1. miejsce w Tirreno-Adriático
    - 2 wygrane etapy

  - 1. miejsce w Mediolan-Turyn
- 1973
  - 1. miejsce w Mediolan-San Remo
  - 1. miejsce na 2., 11., 13. etapie Giro d’Italia
  - 1. miejsce w Tirreno-Adriático
  - 1. miejsce w Trofeo Matteotti
- 1974
  - 1. miejsce w Paryż-Roubaix
  - 1. miejsce w Giro di Lombardia
  - 1. miejsce w klasyfikacji punktowej Giro d’Italia
  - 1. miejsce na 4. etapie Giro d’Italia
  - 1. miejsce w Tirreno-Adriático
  - 1. miejsce w Mediolan-Turyn
  - 1. miejsce w mistrzostwach Belgii w kolarstwie przełajowym
- 1975
  - 1. miejsce w Paryż-Roubaix
  - 1. miejsce w mistrzostwach Belgii w kolarstwie przełajowym
  - 1. miejsce na 4., 6., 7b, 10., 11., 18. i 20. etapie Giro d’Italia
  - 1. miejsce w klasyfikacji punktowej Giro d’Italia
  - 1. miejsce w Tour de Suisse
    - 6 wygranych etapów

  - 1. miejsce w Coppa Agostoni
  - 1. miejsce w Tirreno-Adriático
    - wygrane 3 etapy

  -  1. miejsce w mistrzostwach świata w kolarstwie przełajowym
- 1976
  - 1. miejsce w Giro di Lombardia
  - 1. miejsce na 2., 5., 8. i 16. etapie Giro d’Italia
  - 1. miejsce w Giro dell’Emilia
  - 1. miejsce w Tirreno-Adriático
    - 3 wygrane etapy

  - 1. miejsce w Volta a Catalunya
    - 3 wygrane etapy

  - 1. miejsce w Coppa Agostoni
- 1977
  - 1. miejsce w Paryż-Roubaix
  - 1. miejsce w Ronde van Vlaanderen
  - 1. miejsce w Giro del Piemonte
  - 1. miejsce w Tirreno-Adriático
    - 4 wygrane etapy
- 1978
  - 1. miejsce w Mediolan-San Remo
  - 1. miejsce w Giro del Friuli
  - 1. miejsce w mistrzostwach Belgii w kolarstwie przełajowym
- 1979
  - 1. miejsce w Mediolan-San Remo
  - 1. miejsce na 2., 9. i 12. etapie Giro d’Italia
  - 1. miejsce w Omloop Het Nieuwsblad
- 1980
  - wygrane 2 etapy Tirreno-Adriático
- 1981
  - 1. miejsce w Paryż-Bruksela
  -  mistrzostwo Belgii w kolarstwie szosowym – wyścig ze startu wspólnego
  - 1. miejsce w Brabanckiej Strzale
  - wygrane 2 etapy Paryż-Nicea
- 1984
  - 1. miejsce na 8. etapie Vuelta a España